# پرواز ۱۷۱۳ خطوط هوایی کانتیننتال
پرواز ۱۷۱۳ کانتیننتال یک پرواز شرکت هواپیمایی تجاری بود که هنگام بلند شدن در طوفان برفی از فرودگاه بین‌المللی استاپلتون در دنور ، کلرادو، در ۱۵ نوامبر ۱۹۸۷ هنگام برخاست به دلیل یخ زدگی بال دچار واماندگی شد و سقوط کرد . هواپیمای مسافربری داگلاس دی سی-9 ، که هواپیمایی از خطوط هوایی کانتیننتال  بود  در حال انجام یک پرواز  به بویز ، آیداهو بود. در این سانحه ۲۵ مسافر و سه خدمه  از جمله هر دو خلبان جان خود را از دست دادند.

## تحقیقات
بررسی‌های هیئت ملی ایمنی حمل‌ونقل (NTSB) در مورد این سانحه مشخص کرد که محتمل‌ترین علت حادثه ترکیبی از این  موارد است: شکست خوردن تلاش خلبان برای برخاست برای بار دوم قبل از برخاستن هواپیما، چرخش بیش از حد  سکان در هنگام برخاستن توسط افسر اول، و بی‌تجربه بودن خدمه پرواز.